# 库尔塞
库尔塞（法語：Courset，法語發音：[kuʁsɛ]）是法国上法蘭西大區加来海峡省的一个市镇，属于滨海布洛涅区。

## 地理
库尔塞（50°38'47"N, 1°50'28"E）面积10.24 平方千米，位于法国上法蘭西大區加来海峡省，该省份为法国北部沿海省份，西北濒北海，南至索姆省，东临北部省。
与库尔塞接壤的市镇（或旧市镇、城区）包括：代夫勒、隆福塞、梅讷维尔、圣马丹绍凯勒、贝库尔、杜多维尔。
库尔塞的时区为UTC+01:00、UTC+02:00（夏令时）。

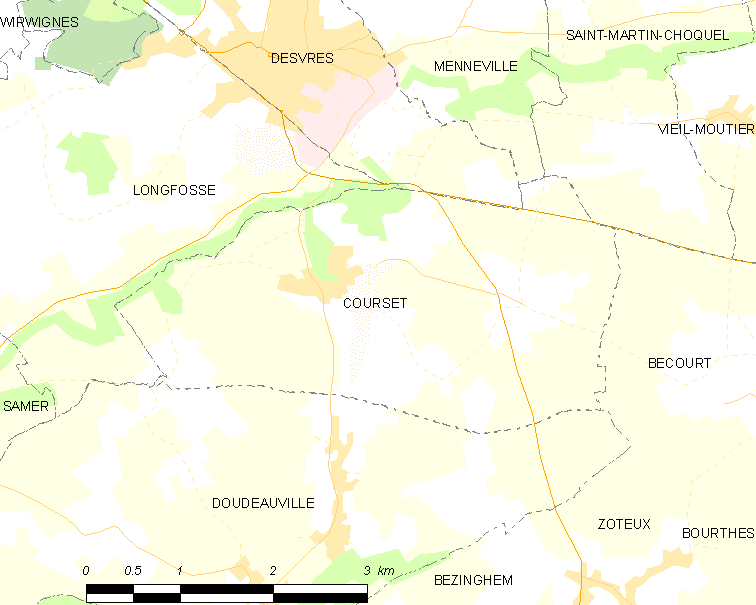
库尔塞的OSM定位图

## 行政
库尔塞的邮政编码为62240，INSEE市镇编码为62251。

## 政治
库尔塞所属的省级选区为代夫勒县。

## 人口

1962-2008年间库尔塞人口变化图示

库尔塞于2022年1月1日时的人口数量为509人。